# Wynyard
Wynyard es un pueblo canadiense situado en la provincia de Saskatchewan.

## Superficie
Wynyard tiene una superficie de 5,32 km².

## Demografía
En 2021, tenía 1724 habitantes, una densidad poblacional de 323,9 hab./km², y 911 viviendas.